# 格氏小圓鯨鯛
格氏小圓鯨鯛，為輻鰭魚綱鯨頭魚目倣鯨科小圓鯨鯛屬的其中一種，分布於南半球各大洋海域，屬深海魚類，棲息深度445-2379公尺，體長可達31公分。